# Svartsjön (Gåsinge-Dillnäs socken, Södermanland)
Svartsjön är en sjö i Gnesta kommun i Södermanland och ingår i Trosaåns huvudavrinningsområde.